# Соколов, Арсений Александрович (юрист)
Арсений Александрович Соколов (1849—1898) — русский юрист, окончил курс в Московском университете.

## Биография
Родился в 1849 году. Окончил юридический факультет Московского университета; был профессором канонического права в нём.
Был первым сибирским (тобольским) губернским прокурором (1883—1884), назначенным на должность непосредственно министром юстиции помимо губернаторской рекомендации; очень скоро его борьба с губернаторским произволом и капризами того времени окончилась отозванием Соколова, хотя сенат год спустя признал вину губернатора В. А. Лысогорского.
Ещё в начале службы, по словам автобиографии, он  был поражён отсутствием в законе определения и расчленения основных элементов предварительного следствия: дознание, розыск, следствие, возбуждение уголовного преследования, привлечение к уголовной ответственности.
Умер в 1898 году.

## Труды
Более 20 лет он был занят практически и теоретически исследованием процессуальных правил предварительного следствия, но успел выпустить лишь центральную (философскую) часть своего широко задуманного и детально обработанного «Практического руководства для судебных следователей» (т. I—III. — Вильна, 1891—1898), где подверг разбору узаконения о взаимоотношении и деятельности полиции, прокуратуры и судебного следователя.
Известны также его статьи:
- в «Юридическом вестнике»:
  - «Недостатки в производстве предварительных следствий» (1876, кн. 1),
  - «О взысканиях по исполнительным листам» (1877, кн. 2);
- в «Журнале гражданского и уголовного права»:
  - «Судебно-медицинская экспертиза по циркулярным указам сената» (1890, № 4),
  - «О пререканиях судебных следователей с прокурорским надзором» (1890, № 5),
  - «Проект наказа судебным следователям» (1890, № 6—8),
  - «О дознании и розыске» (1890, № 9),
  - «Закон 21 мая 1891 г. о порядке примирительного разбирательства» (1891, № 10),
  - «Общие соображения об основных положениях предварительного производства в уголовном процессе» (1895, № 6).